# 羅盤座κ
羅盤座κ，又名CD-25 6895，HD 78541、SAO 177002、HR 3628，是羅盤座的一颗恒星，视星等为4.58，位于銀經252.64，銀緯14.52，其B1900.0坐标为赤經9h 3m 39.4s，赤緯-25° 14.52′ 18″。